# فرودگاه سائو کارلوس
فرودگاه سائو کارلوس (به انگلیسی: São Carlos Airport) (به زبان بومی: Aeroporto Estadual Mário Pereira Lopes) یک فرودگاه همگانی مسافربری با کد یاتا QSC است که یک باند فرود آسفالت دارد و طول باند آن ۱۷۲۰ متر است. این فرودگاه در کشور برزیل قرار دارد و در ارتفاع ۸۰۷ متری از سطح دریا واقع شده‌است.